# Montarlot
Montarlot è un comune francese soppresso e frazione del dipartimento di Senna e Marna nella regione dell'Île-de-France. Dal 1º gennaio 2016 si è fuso con i comuni di Orvanne e Épisy per formare il nuovo comune di Moret Loing et Orvanne.
Per effetto di una successiva fusione è divenuto comune delegato del nuovo comune di Moret-Loing-et-Orvanne.

## Società

### Evoluzione demografica
Abitanti censiti